# Jahshaka
Jahshaka (voorheen CineFX) is een videobewerkingssuite. Het is opensourcesoftware voor het renderen van realtime-effecten en het bevindt zich momenteel in de betafase. Nuttige implementaties van de vele functies zoals het niet-lineaire bewerkingssysteem ontbreken. Het is geschreven in Qt, maar de ontwikkelaars benutten de OpenGL-bibliotheek voor het schrijven van de grafische gebruikersomgeving. Omdat het programma gebruikmaakt van OpenGL en OpenML, kon het naar vele platformen die over voldoende capaciteiten beschikken omgezet worden.
Het project werd bekritiseerd toen de ontwikkelaars de laatste update in oktober 2006 op grond van inefficiënte code en buitensporige fouten verwierpen. Na de stopzetting van versie 2 kondigden de ontwikkelaars versie 3 aan, waarvoor gebruikgemaakt zou worden van nieuwe code. Daarnaast werkten zij de OpenLibraries bij. Versie 3.0 werd uitgebracht op 8 december 2011.